# Гелиодор (пресвитер)
Гелиодо́р (лат. Heliodorus; ~ IV век) — христианский писатель, пресвитер.
Гелиодору посвящена 6 глава книги Геннадия Массилийского «О знаменитых мужах».
О Гелиодоре у Геннадия сведений немного. Гелиодор был пресвитером и написал книгу «О начале природы». В этой книге Гелиодор рассуждает и объясняет, что только Бог является единым первым началом всего, что есть в мире, и нет ничего иного, что могло бы сосуществовать Богу. Бог-Творец и не является не виновником зла, а создал всё доброе; в том числе и материя сотворена Богом как доброе творение, во зло же материя была обращена только по появлении зла; не надо думать, что материальное сотворено было без промысла Бога; Бог знал, что материя изменится и станет причиной страданий и предупреждал об этом изменении. Книга Гелиодора не сохранилась.